# 神羅万象チョコ 天地神明の章
神羅万象チョコ 天地神明の章（しんらばんしょうチョコ てんちしんめいのしょう）はバンダイ発売のおまけ付き駄菓子・ウエハースチョコレート。神羅万象チョコシリーズの第十章で、前々章の大魔王と八つの柱駒、前章の九邪戦乱の章の続編に当たる。通称「天地（てんち）」。

## 解説
『神羅万象チョコ』シリーズの実質的な第十章に該当する。通算38～41作目。2014年4月14日に第1弾が全26種類でバンダイより発売された。パッケージは各弾ともそれぞれ2種類ずつ。
前章で登場した「ヒュージョンレア(FR)」が第1弾では確認されていない。それ以外の種類は前章と同じく、「クリスタルレア(CR)」、「シルバーレア(SR)」、「ノーマル(N)」が継続して登場する。「天地」におけるカードのナンバリングは右上に「天地○○○」と記されている。

### 10周年大感謝プロジェクト
神羅万象チョコ10周年を記念し、今章より10周年大感謝プロジェクトが開催される。
- その1 トップキャラクターズセレクション発売
- その2 「パズドラZ」×「神羅万象チョコ」コラボ
- その3 関連グッズ発売
  - 一番くじ神羅万象チョコ
  - 魔将軍アスタロット 1/8スケール彩色済完成品フィギュア
  - 神羅万象チョコ 超完璧大全
  - 神羅万象チョコ画集
  - 神羅万象チョコ10周年記念 神羅之書コレクションファイルセット
  - 神羅万象チョコ Wラバーマスコット&フォーチュンバッチ
- その4 10周年記念アニメ　ニコニコ動画で配信
- その5 ウエハーポイントキャンペーン 
台紙に印刷されているウエハーポイントを必要数集めて応募することで、応募者全員に限定カードがプレゼントされるキャンペーン。
  - 光龍神リュウガ
2014年4月7日〜7月31日が応募期間。第1弾の「天」15ポイントで貰える応募者限定カード。
  - 水嶺神シズク
2014年4月7日〜7月31日が応募期間。第1弾の「天」30ポイントで貰える応募者限定カード。
  - 聖魔神マステリオン
2014年7月7日〜10月31日が応募期間。第2弾の「地」15ポイントで貰える応募者限定カード。
  - 黎明王ディルクルム
2014年7月7日〜10月31日が応募期間。第2弾の「地」30ポイントで貰える応募者限定カード。
  - テリオス・シン・ボックル
2014年10月13日〜2015年1月31日が応募期間。第3弾の「神」15ポイントで貰える応募者限定カード。
  - 光帝テラス
2014年10月13日〜2015年1月31日が応募期間。第3弾の「神」30ポイントで貰える応募者限定カード。
  - 烈火の火牙刀
2015年1月12日〜2015年4月30日が応募期間。第4弾の「明」15ポイントで貰える応募者限定カード。
  - 水晶天子ヒカリ
2015年1月12日〜2015年4月30日が応募期間。第4弾の「明」30ポイントで貰える応募者限定カード。
- その6 神羅万象フロンティアイベント　七天大武会
- その7 オリジナル助っ人コンテスト 最優秀賞はカード化
- その8 フルボッコヒーローズX コラボ
- その9 パズドラ コラボ
- その10 神羅万象チョコ大祭

### 限定カード
アナザーカラーver.征嵐魔導王シオン(CR)
2014年4月15日より開始。サークルKサンクスで第1弾を5個まとめて買うと限定カードが貰える。
アナザーカラーver.綺羅星天アルカナ(CR)
2014年7月8日より開始。サークルKサンクスで第2弾を5個まとめて買うと限定カードが貰える。
アナザーカラーver.黒耀聖天ムジナ(CR)
2014年10月14日より開始。サークルKサンクスで第3弾を5個まとめて買うと限定カードが貰える。
アナザーカラーver.陽光神姫サン・モルテ(CR)
2015年1月13日より開始。サークルKサンクスで第3弾を5個まとめて買うと限定カードが貰える。

## ラインナップ

### 第1弾
第1弾は2014年4月14日発売。全26種類+2種類。CRは8種類（アナザー1種類、限定2種類）、SRは8種類（アナザーは2種類）、Nは10種類。
- 天地PR 調和神バランシール(CR)
- 天地001 魔導神メビウス(CR)(CRA)
- 天地002 雷帝魔導王ライセン(CR)
- 天地003 征嵐魔導王シオン(SR)
- 天地004 ソロモン王アーク(CR)
- 天地005 綺羅星天アルカナ(SR)(SRA)
- 天地006 灼炎王アポロ(CR)
- 天地007 月華星天ノイン(SR)
- 天地008 聖龍王サイガ(CR)
- 天地009 九印閃忍 絶影クオン(SR)(SRA)
- 天地010 鎧羅王ポラリス(SR)
- 天地011 輝煌王シリウス(SR)
- 天地012 竜燐聖騎士トルナドエル(SR)
- 天地013 亀甲聖騎士タルタエル(SR)
- 天地014 嵐斧聖騎士ヴォーダン(SR)
- 天地015 流剣聖騎士ブルンヒルデ(SR)
- 天地016 パルテ・ビヤンコ
- 天地017 バルダ・ノワール
- 天地018 ハルト・アマル
- 天地019 ファイアウル
- 天地020 グラ・フィオレ
- 天地021 ヘル・ラード
- 天地022 ゼノ・メキア
- 天地023 デス・ガルム
- 天地024 天魔聖獣ガオガロン
- 天地025 天魔聖獣シーオルバ
- 天地SP1 光龍神リュウガ(CR)
- 天地SP2 水嶺神シズク(CR)

### 第2弾
第2弾は2014年7月7日発売。全26種類+2種類。CRは8種類（アナザー2種類、限定2種類）、SRは8種類（アナザーは1種類）、Nは10種類。
- 天地026 紅の堕天使(SR)
- 天地027 アルテミス(SR)
- 天地028 魔導神メビウス(CR)(CRA)
- 天地029 偽神ナイアーラ(CR)
- 天地030 終極因使カイ(CR)(CRA)
- 天地031 白面金剛九尾イヅナ(CR)
- 天地032 魂獣大帝サイ(CR)
- 天地033 黒耀聖天ムジナ(SR)
- 天地034 黄金鬼吼神マキシウス(CR)
- 天地035 白銀無頼神ゼロニクス(CR)
- 天地036 閃光神オウキ(CR)
- 天地037 武神将ヘルマティオ(SR)(SRA)
- 天地038 鉄鋼聖騎士スチルエル(SR)
- 天地039 重錨聖騎士イクシエル(SR)
- 天地040 業弓聖騎士カイン(SR)
- 天地041 石火聖騎士アベル(SR)
- 天地042 パルテ・アルバ
- 天地043 クリスタロス
- 天地044 バルダ・ダンスタン
- 天地045 ポップ
- 天地046 デラ・ギュウキ
- 天地047 デル・ボンバ
- 天地048 ゲル・サイデ
- 天地049 ベム・ギスト
- 天地050 天魔聖獣バルバーグ
- 天地051 天魔聖獣メルレオン
- 天地SP3 黎明王ディルクルム(CR)
- 天地SP4 聖魔神マステリオン(CR)

### 第3弾
第3弾は2014年10月13日発売。全26種類+2種類。CRは8種類（アナザー2種類、限定2種類）、SRは8種類（アナザーは2種類）、Nは10種類。
- 天地052 陽光神姫サン・モルテ(SR)(A)
- 天地053 月光神姫ルキア・ムーン(CR)
- 天地054 明星神姫メリル・スター(SR)(A)
- 天地055 暗黒魔導神メビウス(CR)(CRA)
- 天地056 光龍神リュウガ(CR)(CRA)
- 天地057 金剛神タイガ(CR)
- 天地058 火炎神ショウ(CR)
- 天地059 水嶺神シズク(CR)
- 天地060 夜叉王ハーディン(CR)
- 天地061 羅刹王ラズリード(CR)
- 天地062 鬼神将ザンダルフ(SR)
- 天地063 戦神将アムニスタ(SR)
- 天地064 双銃聖騎士ガンマエル(SR)
- 天地065 薬効聖騎士ファマシエル(SR)
- 天地066 重剣聖騎士デスティア(SR)
- 天地067 幻刀聖騎士オデュッセ(SR)
- 天地068 ハルト・ディア
- 天地069 グレイト・ウルス
- 天地070 ヒポポタイタン
- 天地071 パンダモニウム
- 天地072 バン・カルゴ
- 天地073 ボン・アンガー
- 天地074 ドン・クマー
- 天地075 ゴン・イエイエ
- 天地076 天魔聖獣ザムザード
- 天地077 天魔聖獣ジグセント
- 天地SP5 光帝テラス
- 天地SP6 テリオス・シン・ボックル

### 第4弾
2015年1月12日発売。全26種類+2種類。CRは9種類（アナザー1種類、限定2種類）、SRは8種類（アナザーは2種類）、Nは9種類。
- 天地078 天魔聖獣ユーフォルム
- 天地079 天魔聖獣ゴルゴング
- 天地080 パルテ・ルシオン
- 天地081 バルダ・ラッコム
- 天地082 炎邪聖騎士アグニエル(S)
- 天地083 地邪聖騎士プリトエル(S)
- 天地084 嵐邪聖騎士バーユエル(S)
- 天地085 水邪聖騎士バルナエル(S)
- 天地086 ラブ・マックス
- 天地087 ゴウ・ディノス
- 天地088 ブシ・トルーパー
- 天地089 ルル・ポーチカ
- 天地090 マガタマ・ジェスターノ(S)
- 天地091 邪神帝シンラ・メルタ・トロス(CR)
- 天地092 調和神バランシール(S)(A)
- 天地093 天使長リムリエル(S)(A)
- 天地094 神羅光龍神リュウガ(CR)
- 天地095 神羅黄金神マキシウス(CR)
- 天地096 神羅終極神カイ(CR)
- 天地097 神羅魂獣神サイ(CR)
- 天地098 神羅聖魔神アーク(CR)
- 天地099 神羅太陽神アポロ(CR)
- 天地100 神羅魔導神メビウス(CR)
- 天地101 神羅聖龍神サイガ(CR)
- 天地102 プライン・シャンテ
- 天地 EP 新世界の神子(S)(CR)
- 天地SP7 水晶天子ヒカリCR)
- 天地SP8 烈火の火牙刀(CR)

## 登場キャラクター

### 魔導神と従者たち
魔導神メビウス（まどうしんメビウス）
声 - 神谷浩史
第1弾 天地001 (CR)(CRA)
POWER：30
名前：メビウス<男>
種族：人間<魔導神>
属性：聖、魔、光、闇、火、水、木、金、土、風、雷、氷
武器：聖魔杖カドゥケウス
創造：ソロモン大陸
特技：アポカリプス・ロード
本章における主人公。人間でありながらソロモン大陸を想像した伝説の魔導士。魔導の真理を極めた者として、人々から「魔導神」と呼ばれている。
魔力不足の転生術で復活したため、まだ己の力を完全には取り戻していないらしい。メビウスの持つ赤い仮面は「無貌の仮面」と呼ばれる魔法のアイテムで、被った者の正体や素性を攪乱させる効果があるらしい。天界で悪名高いメビウスは、天界ではなるべく「無貌の仮面」を被って天界の住人に接触するようにしているらしい。
『第二章』、『第三章』、『王我羅旋の章』、『九邪戦乱の章』からの再登場。
羽の生えた赤い蛇の箔押し模様が描かれたアナザーver.が存在する。
魔導神メビウス（まどうしんメビウス）
第2弾 天地028 (CR)(R)
POWER:40
名前：メビウス<男>
種族：人間<魔導神>
属性：聖、魔、光、闇、火、水、木、金、土、風、雷、氷
神具：水滸剣ヒルコ
契約：偽神ナイアーラ
特技：能力反射
魔導の頂点を極めた人間。魂獣と神具の力に着目し、魂獣界より強制召喚したナイアーラと契約を交わす。魔導因使誕生。
暗黒魔導神メビウス（あんこくまどうしんメビウス）
第3弾 天地055 (CR)(R)
POWER:∞
名前：メビウス<男>
種族：人間<魔導神>
属性：聖、魔、光、闇、火、水、木、金、土、風、雷、氷
神具：暗黒聖魔剣カドゥケス
融合：偽神ナイアーラ
特技：アポカリプス・ロード・アザトース
終極因使のシステムを独自解明し、自らに転用。契約魂獣と融合し、因使として最高峰の能力を身に付けることに成功した。融合したメビウスは、あらゆる力を反転逆流させる能力を手に入れた。
神羅魔導神メビウス（しんらまどうしんメビウス）
第4弾 天地100 (CR)
POWER:
名前：メビウス<男>
種族：人間<八大神羅神>
属性：全知全能
神宝：コア・キューブ
対決：邪神帝シンラ・メルタ・トロス
特技：超神羅アポカリプス・ロード・シン
調和神の力を受け、究極無限の力に目覚めたメビウス。コア・キューブを奪回し、さらなる絶対無敵の力を得る。
メビウスは既にコア・キューブの力を完全解明しており、完璧に扱うことができる。

雷帝魔導王ライセン（らいていまどうおうライセン）
声 - 諏訪部順一
第1弾 天地002 (CR)
POWER：?
名前：ライセン<男>
種族：魔人<魔導王>
属性：聖、魔、光、闇、火、水、木、金、土、風、雷、氷
武器：魔導雷帝剣
主人：魔導神メビウス
特技：神鳴・伊耶那岐
魔導神の従者の一人で、前世におけるメビウスの一番弟子にあたる。雷神の異名を持ち、雷の魔術で右に出る者はいない。
ライセンは身内に対しては非常に世話焼きな性格で、前世の頃から師匠であるメビウスの世話を、まるで親のようにあれこれと焼いて煩わしがられていた。
『第一章』、『第三章』からの再登場。
征嵐魔導王シオン（せいらんまどうおうシオン）
第1弾 天地003 (SR)
POWER：?
名前：シオン<女>
種族：魔人<魔導王>
属性：聖、魔、光、闇、火、水、木、金、土、風、雷、氷
武器：魔導征嵐剣
仲間：雷帝魔導王ライセン
特技：神冥・伊耶那美
魔導神の従者の一人で、前世におけるライセンの一番弟子にあたる。風神の異名を持ち、風の魔術で右に出る者はいない。
前世においてメビウスがライセンを殺したことをいまだに根に持っているが、メビウスとの長い共同生活を経て、表面上では悪態ばかりついているが今ではそれなりの信頼関係を築いている。
『第一章』、『第二章』、『第三章』からの再登場。
ソロモン王アーク（ソロモンおうアーク）
声 - 村瀬歩
第1弾 天地004 (CR)
POWER：25
名前：アーク・マティウス<男>
種族：聖魔族「ヴァイス」<大魔王>
属性：魔、光、闇、火、水、木、金、土、風、雷、氷
武器：魔剣ゴッドイーター
敬愛：魔導神メビウス
特技：アーク・ブラスト・ストラッシュ
ソロモン大陸の統治者。魔導神の代行者として創造された三賢神の一人で、メビウスを親のように慕っておりメビウスのことをお父さんと呼ぶ。
メビウス達3人の密談を聞き、彼らの後を追って次元門へ飛び込んだ。
『大魔王と八つの柱駒』、『九邪戦乱の章』からの再登場。
神羅聖魔神アーク（しんらせいましんアーク）
第4弾 天地098 (CR)
POWER:
名前：アーク・アティウス<男>
種族：聖魔族「ヴァイス」<八大神羅神>
属性：万能
武器：魔剣グラム・アルマデル
対決：邪神帝シンラ・メルタ・トロス
特技：超神羅・聖魔神滅覇
調和神の力を受け、究極無限の力に目覚めたアーク。満ちた魔力はアルマデルの力を発現し、敵の魔力を霧散させる。
アークは調和神の力で、四大聖剣無しでもアルマデルの力を使えるようになった。

灼炎王アポロ（しゃくえんおうアポロ）
声 - 梶裕貴
第1弾 天地006 (CR)
POWER：30
名前：アポロ・ポイボス<男>
種族：人間「オリンポス人」<聖戦士>
属性：聖、魔、光、火、金、土、風、雷
神具：光神槍ゲイ・ボルグ
師匠：ソロモン王アーク
特技：サンシャイン・バースト
邪神群に故郷を滅ぼされた亡国の王子。師匠であり恩人でもあるアークを助けるために、彼と共に天界へと侵入を果たす。
『九邪戦乱の章』からの再登場。
神羅太陽神アポロ（しんらたいようしんアポロ）
第4弾 天地099 (CR)
POWER:
名前：アポロ・ポイボス<男>
種族：人間「オリンポス人」<八大神羅神>
属性：万能
武器：光神槍ゲイ・ボルグ武装形態
対決：邪神帝シンラ・メルタ・トロス
特技：超神羅・灼炎神滅覇
調和神の力を受け、究極無限の力に目覚めたアポロ。無限の魂力をその身に宿し、無念の魂を救済する。
アポロとノインは2人同時に魂魂魄合することで、より巨大な力を発揮できる。

綺羅星天アルカナ（きらせいてんアルカナ）
声 - 佐倉綾音
第1弾 天地005 (SR)(A)
POWER：25
名前：アルカナ・トラスト<女>
種族：聖魔族「ヴァイス」<公爵>
属性：魔、光、闇、火、水、木、金、土
武器：魔剣干将莫耶
敬愛：ソロモン王アーク
特技：ネビュラス・マックス・イリュージョン
アークの側近。メビウスを追って天界に旅立つアークを助けるために、彼と共に天界へと侵入を果たす。
『大魔王と八つの柱駒』、『九邪戦乱の章』からの再登場。
月華星天ノイン（げっかせいてんノイン）
声 - 早見沙織
第1弾 天地007 (SR)
POWER：30
名前：ノイン<女>
種族：人間<聖戦士>
属性：聖、魔、光、闇、火、水、木、金、土、風、雷、氷
武器：聖杖月明星稀
愛情：灼炎王アポロ
特技：ムーンライト・レボリューション
邪神群によって生み出された悲劇の少女。アポロを助けるために、彼と共に天界への侵入を果たす。
アポロの妹「アルテミス」にどことなく面影が似ているらしい。
『九邪戦乱の章』からの再登場。
紅の堕天使（くれないのだてんし）
第2弾 天地026 (SR)
POWER：36
名前：アランドラ<男>、フェルミナ<女>
種族：天使<堕天使>
属性：聖、魔、光、闇、火、水、木、金、土、風、雷、氷
宝物：メビウスとの思い出
仲間：魔導神メビウス
特技：クリムゾン・ディスペアー
メビウスの前世において、彼に惹かれて共に天界に背いた2人の堕天使。メビウス復活の報を聞きつけ、助太刀に現れる。
『第三章』からの再登場。
テリオス・シン・ボックル
第3弾 天地SP6 (CR)
POWER：40
名前：テリオス・シン・ボックル
種族：神魔族<超魔獣>
属性：聖、魔、光、闇、土
武器：ライト・テンタクルス
対決：聖魔神マステリオン
特技：シャイニング・ブラスター
マステリオンの接近に反応し、更なる急激な超進化を遂げる。
『九邪戦乱の章』からの再登場。

### 天界
調和神バランシール（ちょうわしんバランシール）
声 - 皆川純子
第1弾 天地PR (CR)
POWER：∞
名前：バランシール<無>
種族：神<調和神>
属性：全知全能
道具：破壊の宝珠、創造の宝珠
統治：天界
特技：天地創造
神羅世界の全次元を統括する天界の最高神。全知全能の存在であり、全ての始まりを知る者と伝えられている。
『第三章』、『王我羅旋の章』からの再登場。
調和神バランシール（ちょうわしんバランシール）
第4弾 天地092 (SR)(A)
POWER:10
名前：バランシール<無>
種族：神<調和神>
属性：全知全能
道具：調和の宝珠
助力：神羅魔導神メビウス
特技：天地創造
邪神帝に洗脳されていた調和神。正気を取り戻すことに成功するが、その代償として力の大半を失ってしまう。

聖魔神マステリオン（せいましんマステリオン）
第2弾 天地SP4 (CR)
POWER：50
名前：マステリオン
種族：神<聖魔神>
属性：聖、魔、光、闇、土
武器：聖魔槍アレイスター
因縁：魔導神メビウス
特技：シャイニング・ブラスター
遥か昔の神話時代に、メビウスと共に地上界征服を試みた皇魔王。今は神として生まれ変わり、天界を守護している。
マステリオンは、光龍神リュウガの腹心の友として、今は彼の元に身を寄せている。
『第一章』、『第二章』、『王我羅旋の章』からの再登場。
光帝テラス（こうていテラス）
第3弾 天地SP5 (CR)
POWER：25
名前：テラス<女>
種族：神
属性：聖、光、火、水、木、金、土
宝物：光輪の杖
敬愛：光龍神リュウガ
特技：大光明陣・天地照光
かつて神羅連和国を治める皇帝だった少女。光の戦士を指揮した者として、五光神と共に天界の神として転生を果たす。普段はリュウガの神殿に入り浸っている。
『第二章』、『第三章』からの再登場。
天使長リムリエル（てんしちょうリムリエル）
第4弾 天地093 (SR)
POWER：20
名前：リムリエル<女>
種族：天使<天使長>
属性：聖、魔、光、闇、火、水、木、金、土、風、雷、氷
武器：聖杖セラフィム。ライト
主人：調和神バランシール
特技：セラフィック・ゲート
全天使の頂点に君臨する大天使。洗脳の解けた調和神を助け、邪神群の手から救い出す。
『第三章』からの再登場。

### 伝説の英雄王
嘗て、神羅連共和国と呼ばれた一大国家建国に携わる、その礎を築いた5人の王。皇魔族と呼ばれる魔族の侵攻から地上を守り、皇魔族の長である魔王マステリオンを封印する。戦後リーダーであるサイガが神羅連共和国の初代皇帝に即位した。天寿を全うその一生に幕を引いた。後世の人々は彼らの偉業を讃えられ英雄王と呼び称えた。
聖龍王サイガ（せいりゅうおうサイガ）
声 - 緑川光
第1弾 天地008 (CR)
POWER：30
名前：サイガ<男>
種族：魔人「聖龍族」<聖龍王>
属性：聖、魔、光、木、風、雷
武器：七支刀
主人：調和神バランシール
特技：聖龍・蒼天雷光斬
神羅連和国初代皇帝を務めた伝説の英雄王の一人。かつては聖龍族の王であり、ライセンの愛弟子でシオンの弟弟子。
サイガ達は神々の加護を受け、生前よりはるかに強力な力を手に入れている。顔見知りであるライセンとシオンのことをまるで覚えてない。
『第一章』からの再登場。
神羅聖龍神サイガ（しんらせいりゅうしんサイガ）
第4弾 天地101 (CR)
POWER:
名前：サイガ<男>
種族：魔人「聖龍族」<八大神羅神>
属性：万能
武器：真・聖龍七支刀「蒼穹」
対決：邪神帝シンラ・メルタ・トロス
特技：超神羅・聖龍神滅覇
調和神の力を受け、究極無限の力に目覚めたサイガ。過去の記憶を手に入れ、真の邪悪を必滅する。

九印閃忍 絶影クオン（くいんせんにんぜつえいクオン）
第1弾 天地009 (SR)(A)
POWER：28
名前：クオン<女>
種族：超魔人<忍者マスター>
属性：聖、魔、光、闇、火、木、風、雷
武器：忍者刀閃影丸
主人：聖龍王サイガ
特技：逸鬼刀閃
サイガに使える超絶忍者。聖龍族と獣牙族のハーフで、神羅連和国史上4人しか存在しない超魔人の一人。五光神によって密かに生前の記憶を与えられている。
シオンはかつての知り合いで、お互いを強くライバル視していた。
『第一章』、『第二章』、『第三章』からの再登場。
鎧羅王ポラリス（がいらおうポラリス）
声 - 藤村歩
第1弾 天地010 (CR)
POWER：30
名前：ポラリス<女>
種族：魔人「鎧羅族」<鎧羅王>
属性：聖、魔、光、水、氷
武器：双頭大蛇
仲間：聖龍王サイガ
特技：鎧羅・黒天水流波
神羅連和国の建国に携わった伝説の英雄王の一人。かつての鎧羅族の王であり、英雄王唯一の女性だった。
ポラリスは意外にも隠れ少女趣味で、一人でいる時はヒラヒラの可愛いドレスを着て可愛いぬいぐるみに囲まれて過ごしている。
『第一章』からの再登場。
輝煌王シリウス（きこうおうシリウス）
声 - 高塚正也
第1弾 天地011 (CR)
POWER：32
名前：シリウス<男>
種族：魔人「鎧羅族」<輝煌王>
属性：聖、魔、光、水、土、氷
武器：玄武の盾
兄妹：鎧羅王ポラリス
特技：鎧羅・黒天流星弾
神羅連和国の建国に携わった伝説の英雄王の一人。ポラリスの双子の兄にあたり、英雄王最強の男と噂されていた。
シリウスの持つ大型武器は「斬魔刀」と呼ばれる特殊武器で、魔族に対して絶大な効果を発揮する。「斬魔刀」と「玄武の盾」は遠隔操作が可能な飛行装備で、彼の目の届く範囲であれば自在に動きを操ることができる。
『第一章』からの再登場。

### 羅震獄双星神
転生前のメビウスから魔力と記憶を引き継ぎ、彼に代わって羅震獄を統治している二柱の神々の総称。4人の巫女を従え、新生した羅震獄の平和を維持し続けている。メビウスのことを羅震獄の創造主として尊敬しており、その後彼が転生しソロモン大陸創造し天寿を全うし永眠した思い込んでいるため、メビウス本人と気づいておらず、天界の騒がすだけに留まらず尊敬する人物の名を騙る不届きにならない賊と見ている。
黄金鬼吼神マキシウス（おうごんきこうしんマキシウス）
声 - 小野友樹
第2弾 天地034 (CR)
POWER：50
名前：マキシウス<男>
種族：神「新星神」<羅震獄双星神>
属性：聖、魔、光、闇、火、土、風、雷
武器：如意金箍棒
統治：羅震獄
特技：超神星・鬼吼煉舞
調和神によって羅震獄より召喚された黄金の星神。メビウスが羅震獄創造主の転生体と知らないまま、彼の前に立ち塞がる。
『神獄の章』、『王我羅旋の章』からの再登場。
神羅黄金神マキシウス（しんらおうごんしんマキシウス）
第4弾 天地095 (CR)
POWER:
名前：マキシウス<男>
種族：神「新星神」<八大神羅神>
属性：万能
武器：如意金箍棒
対決：邪神帝シンラ・メルタ・トロス
特技：超神羅・鬼吼神滅覇
調和神の力を受け、究極無限の力に目覚めたマキシウス。黄金に輝く神力は邪悪な闇を目映く照らし、全ての邪悪を浄化する。

白銀無頼神ゼロニクス（はくぎんぶらいしんゼロニクス）
第2弾 天地035 (CR)
POWER：50
名前：ゼロニクス<男>
種族：神「新星神」<羅震獄双星神>
属性：聖、魔、光、闇、金、土、風、雷
武器：無頼銀影剣
統治：羅震獄
特技：超神星・無頼斬舞
調和神によって羅震獄より召喚された白銀の剣神。マキシウスの兄貴分で、彼と共にメビウスの刺客として立ち塞がる。
『神獄の章』、『王我羅旋の章』からの再登場。
運命の三神姫
マキウスに仕える3人の巫女の別称。運命の糸をて手繰り、それぞれが羅震獄の現在と過去と未来を司るとされている。羅震獄の運命の担い手と言える重要な地位になり、ある意味では双星神よりも羅震獄の行く末を左右するとされる。マキウスとは魂の共有状態にあり、この状態が続く限り、彼女達は永遠に生き続けることができるとされる。彼女たち三神姫に、ゼロニクスの巫女であるディルクルムを加えて『羅震獄四神姫』と呼ばれることもある。
陽光神姫サン・モルテ（ようこうしんきサン・モルテ）
第3弾 天地052 (SR)(A)
POWER：30
名前：サン・モルテ<女>
種族：羅神鬼「王我血族」<巫女>
属性：聖、魔、光、火、金、土、風、雷
宝物：日輪の宝玉
敬愛：黄金鬼吼神マキシウス
特技：陽光輪舞・光輝燦然
運命の三神姫と呼ばれるマキシウスの巫女。日の光を司り、かつては羅神帝として羅神鬼の頂点に君臨していた。
成功と祝福を暗示する「太陽」のアルカナ・タロットで召喚された。
『神獄の章』、『王我羅旋の章』からの再登場。
月光神姫ルキア・ムーン（げっこうしんきルキア・ムーン）
第3弾 天地053 (CR)
POWER：40
名前：ルキア・ムーン<女>
種族：羅神鬼「王我血族」<巫女>
属性：聖、魔、光、闇、水、土、風、氷
武器：月光聖剣・月華美刃
敬愛：黄金鬼吼神マキシウス
特技：月光乱舞・如法暗夜
運命の三神姫と呼ばれるマキシウスの巫女。月の光を司り、かつては羅神王としてサン・モルテに使えていた。
幻惑と欺瞞を暗示する「月」のアルカナ・タロットで召喚された。
『神獄の章』、『王我羅旋の章』からの再登場。
明星神姫メリル・スター（みょうじょうしんきメリル・スター）
第3弾 天地054 (SR)(A)
POWER：25
名前：メリル・スター<女>
種族：人間<巫女>
属性：聖、魔、光、闇、火、水、木、金、土、風、雷、氷
武器：星霜の杖
敬愛：黄金鬼吼神マキシウス
特技：明星幻舞・光彩陸離
運命の三神姫と呼ばれるマキシウスの巫女。星の光を司り、精霊使いとして全ての精霊と心を通わせることができる。
希望と閃きを暗示する「星」のアルカナ・タロットで召喚された。
『神獄の章』、『王我羅旋の章』からの再登場。

黎明王ディルクルム（れいめいおうディルクルム）
第2弾 天地SP3 (CR)
POWER：40
名前：ディルクルム<女>
種族：羅神鬼「王我血族」<巫女>
属性：魔、光、闇、火、木、土、風、雷
宝物：黎明の宝冠
敬愛：白銀無頼神ゼロニクス
特技：ゴールデン・ドーン
ゼロニクスの巫女として、彼に全てを捧げ、魂の共有を果たした羅神鬼。メビウスを創造主として今も崇敬している。
ゼロとの間に息子が1人いるが、今は自立して別世界で暮らしている。
「曙光神姫」という異名で呼ばれることがある。
『王我羅旋の章』からの再登場。

### 十天闘神
天界最強の十人の神々の総称。旧創造神派の五光神と、旧破壊神派の五神将によって構成されている。天界の最高権力者バランシールに次ぐ地位にあり、それぞれが天界の防衛拠点に当たる神殿を構えている。
<五光神>
光龍神リュウガ（こうりゅうしんリュウガ）
声 - 浪川大輔
第1弾 天地SP1 (CR)
POWER：?
名前：リュウガ<男>
種族：神<五光神>
属性：聖、光、火、木、土、風、雷
武器：真光牙七支刀
仲間：水嶺神シズク
特技：光龍剣・無明神滅覇
天界最強の武神。五光神のリーダーで、十天闘神の一員でもある。
『第二章』、『第三章』、『王我羅旋の章』からの再登場。
光龍神リュウガ（こうりゅうしんリュウガ）
第3弾 天地056 (CR)(R)
POWER:∞
名前：リュウガ<男>
種族：神<五光神>
属性：聖、光、火、木、土、風、雷
武器：真光牙七支刀
対決：暗黒魔導神メビウス
特技：光龍剣・無明神滅覇
あらゆる自然現象を自在に操り、天界最強の武神と呼ばれている。
神羅光龍神リュウガ（しんらこうりゅうしんリュウガ）
第4弾 天地094 (CR)
POWER:
名前：リュウガ<男>
種族：神<八大神羅神>
属性：万能
武器：真・光龍七支刀「黄昏」
対決：邪神帝シンラ・メルタ・トロス
特技：超神羅・光龍神滅覇
調和神の力を受け、究極無限の力に目覚めたリュウガ。マステリオンの力を纏い、進化した七支刀で全ての闇を切り裂く。
水嶺神シズク（すいれいしんシズク）
声 - 沢城みゆき
第1弾 天地SP2 (CR)
POWER：?
名前：シズク<女>
種族：神<五光神>
属性：聖、光、水、土、風、氷
武器：水嶺碇剣・津那美玄武
仲間：光龍神リュウガ
特技：真極・水嶺乱撃
五光神の一人で、十天闘神の一員でもある。
『第二章』、『第三章』からの再登場。
水嶺神シズク（すいれいしんシズク）
第3弾 天地059 (CR)
POWER:45
名前：シズク<女>
種族：神<五光神>
属性：聖、光、水、土、風、氷
武器：水嶺碇剣・津那美玄武
対決：ソロモン王アーク
特技：真極・水嶺乱撃
高い肉体復元能力を持ち、水を司る海と氷原の神として知られている。
閃光神オウキ（せんこうしんオウキ）
第2弾 天地036 (CR)
POWER：50
名前：オウキ<男>
種族：神<五光神>
属性：聖、魔、光、火、金、土、風、雷
武器：閃光聖槍、天照麒麟
上司：調和神バランシール
特技：真極・閃光烈破
五光神の一人で、十天闘神の一員でもある。光と重力を操り、天界一の槍の使い手。
コア・キューブ奪還に成功した功労者として、五光神一の勲功を認められている。そのことから「赤い蛇殺し（メビウスキラー）」の異名で呼ばれ、天界一の人気と知名度を誇っている。五神将のからも一目置かれた存在であり十天闘神のまとめ役となっている。
『第二章』、『第三章』からの再登場。
金剛神タイガ（こんごうしんタイガ）
第3弾 天地057 (CR)
POWER：48
名前：タイガ<男>
種族：神<五光神>
属性：聖、光、金、土、風、雷
防具：金剛聖帯、覇王猛虎
対決：魂獣大帝サイ
特技：真極・金剛裂弾
五光神の一人で、十天闘神の一員でもある。身体能力全般に優れ、金属を司る格闘技の神として知られている。
『第二章』、『第三章』からの再登場。
火炎神ショウ（かえんしんショウ）
第3弾 天地058 (CR)
POWER：45
名前：ショウ<男>
種族：神<五光神>
属性：聖、光、火、木、風、雷
武器：火炎細剣、閻魔鳳凰
対決：灼炎王アポロ
特技：真極・火炎旋衝
五光神の一人で、十天闘神の一員でもある。知恵と知識富み、炎を司る剣術と天空の神として知られている。
ショウは美しく中性的な容貌から、美容の神としても広く崇拝されている。
『第二章』、『第三章』からの再登場。

<五神将>
武神将ヘルマティオ（ぶしんしょうヘルマティオ）
第2弾 天地037 (SR)(A)
POWER：40
名前：ヘルマティオ<女>
種族：神「古醍神」<五神将>
属性：聖、魔、闇、水、金、土、風、氷
武器：影修剣、覇王星
上司：調和神バランシール
特技：影修潰撃「星屑流星群」
五神将の一人で、十天闘神の一員でもある。武具を司る怪力無双の剛力神で、発明の神とも呼ばれている。
ヘルマティオを乗せた謎の球体は「神衛星」を模して作られた自律武器で、破壊神デストールの行動パターンを模した人工知能がプログラムされているらしい。
『第三章』からの再登場。
夜叉王ハーディン（やしゃおうハーディン）
第3弾 天地060 (CR)
POWER：50
名前：ハーディン<男>
種族：神「古醍神」<五神将>
属性：聖、魔、火、木、土、風、雷
武器：征龍閻夏都刀
対決：白銀無頼神ゼロニクス
特技：斬魔神剣・天地爆裂断
五神将の筆頭で、十天闘神の一員でもある。厳格にして知勇兼備の軍神として知られ、全ての戦闘能力が高次元で備わっている。
『第三章』からの再登場。
羅刹王ラズリード（らせつおうラズリード）
第3弾 天地061 (CR)
POWER：49
名前：ラズリード<男>
種族：神「古醍神」<五神将>
属性：聖、闇、水、木、土、風、氷
武器：討龍真外津剣
対決：終極因使カイ
特技：斬魔神剣・天地崩壊斬
五神将の一人で、十天闘神の一員でもある。冷酷にして暴虐無比の軍神として知られ、身体能力の高さは十天闘神で一、二を争う。
『第三章』からの再登場。
鬼神将ザンダルフ（きしんしょうザンダルフ）
第3弾 天地062 (SR)
POWER：42
名前：ザンダルフ<男>
種族：神「古醍神」<五神将>
属性：聖、魔、光、火、金、風、雷
武器：崩礼刀・旭光丸
対決：雷帝魔導王ライセン
特技：崩礼斬撃「日光超重核」
五神将の一人で、十天闘神の一員でもある。武道を司る武芸百般の技巧神で、健康の神とも呼ばれている。
『第三章』からの再登場。
戦神将アムニスタ（せんしんしょうアムニスタ）
第3弾 天地063 (SR)
POWER：41
名前：アムニスタ<女>
種族：神「古醍神」<五神将>
属性：聖、魔、闇、木、土、風、雷
武器：宝浄槍・月天心
対決：白面金剛九尾イヅナ
特技：宝浄薙撃「月影万華鏡」
五神将の一人で、十天闘神の一員でもある。武運を司る権謀術数の知略神で、勝利の女神とも呼ばれている。
『第三章』からの再登場。

### 異界の勇者
アルテミス
第2弾 天地027 (SR)
POWER:20
名前：アルテミス・ポイボス<女>
種族：人間「オリンポス人」<聖戦士>
属性：聖、魔、光、水、金、土、風、氷
武器：聖弓セレーネー
兄妹：灼炎王アポロ
特技：ムーンライト・レクイエム
幻惑と欺瞞を暗示する「月」のカードで時空召喚されたアポロの妹。邪神群のオリンポス侵攻によって命を落としたがメビウスの時空召喚によって、アポロとの再会を果たす。
偽神ナイアーラ（ぎしんナイアーラ）
第2弾 天地029 (CR)
POWER:30
名前：ナイアーラ・ホテップ<女>
種族：魂獣「玄武」
属性：魔、闇、火、水、木、金、土、風、雷、氷
神具：水滸剣ヒルコ
契約：魔導神メビウス
特技：完全催眠、因果応報
拘束と堕落を暗示する「悪魔」のカードで召喚された「無貌の暗黒神」の異名を持つ魂獣。契約締結した因使に、あらゆる放出系能力を反射する特殊能力を与える。
『ゼクスファクター』からの再登場。『七天の覇者』ではムジナの神具として登場している。
終極因使カイ（ゼクスファクターカイ）
第2弾 天地030 (CR)(R)
POWER:∞
名前：光明司 魁<男>
種族：人間「火群一族」<頭領>
属性：魔、光、火、金、土、風、雷、無
宝物：紲晶石
融合：白面金剛九尾イヅナ
特技：終極絶無・神魔必滅
完全と成就を暗示する「世界」のカードで時空召喚された歴代最強因使。魂獣のイヅナと融合した姿のため、過去のイヅナも同時に召喚された。
『ゼクスファクター』からの再登場。
神羅終極神カイ（しんらしゅうきょくしんカイ）
第4弾 天地096 (CR)
POWER:
名前：光明司魁<男>
種族：人間「火群一族」<八大神羅神>
属性：万能
宝物：紲晶石
対決：邪神帝シンラ・メルタ・トロス
特技：超神羅・終極神滅覇
調和神の力を受け、究極無限の力に目覚めたカイ。2人のイヅナと同時融合し、自分外の時間の流れすら停止させる。
調和神の力で、過去と現在の2人のイヅナと同時融合できるようになった。

白面金剛九尾イヅナ（はくめんこんごうきゅうびイヅナ）
声 - ゆかな
第2弾 天地031 (CR)
POWER:40
名前：光明司 イヅナ<女>
種族：魂獣「白面九尾」
属性：魔、光、火、金、土、風、雷、無
武器：魔縁絶刀、華陽巫刃
夫婦：終極因使カイ
特技：九曜宿星・慶雲裂光
繁栄と情熱を暗示する「女帝」のカードで召喚された。現在の魂獣界から召喚された九尾の魂獣。死別した家族との再会を条件に、メビウスへの協力を約束する。
『ゼクスファクター』、『七天の覇者』からの再登場。
魂獣大帝サイ（スピリッツカイザーサイ）
声 - 下野紘
第2弾 天地032 (CR)
POWER:40
名前：光明司 サイ<男>
種族：魂獣「白面九尾」<魂獣大帝>
属性：魔、光、火、金、土、風、雷、無
神具：七魂剣スサノオ
夫婦：黒耀聖天ムジナ
特技：不動神剣・天覇七伏塵
支配と安定を暗示する「皇帝」のカードで時空召喚された歴代最強魂獣。カイとイヅナの間に生まれた魂獣ハーフで、2人の力を受け継いでる。
『七天の覇者』からの再登場。
神羅魂獣神サイ（しんらこんじゅうしんサイ）
第4弾 天地097 (CR)
POWER:
名前：光明司サイ<男>
種族：魂獣「白面九尾」<八大神羅神>
属性：万能
神具：七魂剣スサノオ七玉形態
対決：邪神帝シンラ・メルタ・トロス
特技：超神羅・叢雲神滅覇
調和神の力を受け、究極無限の力に目覚めたサイ。完全態となった七魂剣を吸収し、九頭龍の力を炸裂させる。

黒耀聖天ムジナ（こくようせいてんムジナ）
第2弾 天地033 (SR)
POWER:30
名前：松姫無慈那<女>
種族：魂獣「隠神刑部」<魂獣后妃>
属性：魔、闇、火、水、土、風、雷、氷
武器：黒刀・羅刹丸
夫婦：魂獣大帝サイ
特技：三千世界・黒耀大曼茶羅
恋愛と調和を暗示する「恋人」のカードで時空召喚された魂獣后妃。隠神刑部大首領の四女で、畏駕忍軍に属する忍者でもあった。「恋人」の意味はサイと結婚してるため。
『七天の覇者』からの再登場。
マガタマ・ジェスターノ
第4弾 天地090 (SR)
POWER:20
名前：マガタマ・ジェスターノ<男>
種族：人間「勾玉一族」<忍者>
属性：聖、光、闇、火、木、風、雷
宝物：助っ人グランプリ・トロフィー
仲間：神羅魔導神メビウス
特技：勾玉奥義・雷伝斬り
耶馬都近郊に隠れ里を持つ「勾玉一族」の勇者。火群一族とは仕事仲間であり、技を競うライバルでもある。
<オリジナル助っ人コンテスト最優秀作品>

### 天聖騎士団
天界正規軍の一つ。天界に侵入する外敵の排除を主任務とする部隊で、特に攻撃力の高い上位天使によって組織されている。基本的には調和神の直轄部隊とされているが、現在はサイガを筆頭とする英雄王達に付き従っている。
竜燐聖騎士トルナドエル（りゅうりんせいきしトルナドエル）
第1弾 天地012 (SR)
POWER：20
名前：トルナドエル<男>
種族：天使<天聖騎士>
属性：聖、火、金、風
武器：双剣パトリオータブレイド
兄弟：亀甲聖騎士タルタエル
特技：スパイラル・ヘブン
天界の入口を守護する天聖騎士団の天使。タルタエルの兄で、武勇を競うライバル。
亀甲聖騎士タルタエル（きっこうせいきしタルタエル）
第1弾 天地013 (SR)
POWER：19
名前：タルタエル<男>
種族：天使<天聖騎士>
属性：聖、水、金、氷
武器：鉄槌イクステルモハンマー
兄弟：竜燐聖騎士トルナドエル
特技：ワイルド・ヘブン
天界の入口を守護する天聖騎士団の天使。トルナドエルの弟で、武勇を競うライバル。
嵐斧聖騎士ヴォーダン（らんふせいきしヴォーダン）
第1弾 天地014 (SR)
POWER：20
名前：ヴォーダン<男>
種族：天使<天聖騎士>
属性：聖、土、風、氷
武器：チェーンアクス・ベルヴェルク
親子：流剣聖騎士ブルンヒルデ
特技：エレファント・ブリザード
天界の入口を守護する天聖騎士団の天使。娘ブルンヒルデとの連携攻撃を得意とする。
『第三章』からの再登場。
流剣聖騎士ブルンヒルデ（りゅうけんせいきしブルンヒルデ）
第1弾 天地015 (SR)
POWER：19
名前：ブルンヒルデ<女>
種族：天使<天聖騎士>
属性：聖、水、風、氷
武器：スクリューレイピア・グラーネ
親子：嵐斧聖騎士ヴォーダン
特技：ドルフィン・シェイカー
天界の入口を守護する天聖騎士団の天使。流麗な剣術と高速の跳躍で敵を惑わす。
『第三章』からの再登場。
鉄鋼聖騎士スチルエル（てっこうせいきしスチルエル）
第2弾 天地038 (SR)
POWER:22
名前:スチルエル<男>
種族:天使<天聖騎士>
属性:聖、土、金、氷
武器:斧槍ハルムベルテ
相棒:重錨聖騎士イクシエル
特技:アイアン・ヘブン
天界南東部の湖群地帯を守護する天聖騎士団の天使。鉄壁の守備を誇り、敵の攻撃を一切寄せ付けない。
重錨聖騎士イクシエル（じゅうびょうせいきしイクシエル）
第2弾 天地039 (SR)
POWER:21
名前:イクシエル<男>
種族:天使<天聖騎士>
属性:聖、水、金、風
武器:重錨セイクリッドアンカー
相棒:鉄鋼聖騎士スチルエル
特技:オーシャン・ヘブン
天界南東部の湖群地帯を守護する天聖騎士団の天使。水中戦闘を得意とし、敵を湖底に引きずり込んで撃破する。
業弓聖騎士カイン（ごうきゅうせいきしカイン）
第2弾 天地040 (SR)
POWER:20
名前:カイン<男>
種族:天使<天聖騎士>
属性:聖、木、風、雷
武器:ロングボウ・アキュレート
相棒:石火聖騎士アベル
特技:ベネトレイト・アロー
天界南東部の湖群地帯を守護する天聖騎士団の天使。天界でも五指に入る弓術の達人で、戦略家としても高い評価を持つ。
石火聖騎士アベル（せっかせいきしアベル）
第2弾 天地041 (SR)
POWER:20
名前:アベル<男>
種族:天使<天聖騎士>
属性:聖、火、金、風
武器:ビッグメイス・サンクション
相棒:業弓聖騎士カイン
特技:ヘビー・パニッシュメント
天界南東部の湖群地帯を守護する天聖騎士団の天使。真面目で勤勉だが、それ故に融通が利かない一面を持つ。
双銃聖騎士ガンマエル（そうじゅうせいきしガンマエル）
第3弾 天地064 (SR)
POWER：20
名前：ガンマエル<男>
種族：天使<天聖騎士>
属性：聖、火、金、雷
武器：ハンドガン・バント&ライン
相棒：薬効聖騎士ファマシエル
特技：ビーハイブ・ホール
天界東部中央の森林地帯を守護する天聖騎士団の天使。二丁拳銃を得意とし、華麗な銃さばきで素早く敵の自由を奪う。
薬効聖騎士ファマシエル（やっこうせいきしファマシエル）
第3弾 天地065 (SR)
POWER：19
名前：ファマシエル<男>
種族：天使<天聖騎士>
属性：聖、水、木、風
武器：注射砲シリンジ・プランジャ
相棒：双銃聖騎士ガンマエル
特技：メディスン・ショット
天界東部中央の森林地帯を守護する天聖騎士団の天使。毒と薬を使い分け、巨大注射器から射出して攻守共に活躍する。
重剣聖騎士デスティア（じゅうけんせいきしデスティア）
第3弾 天地066 (SR)
POWER：24
名前：デスティア<男>
種族：天使<天聖騎士>
属性：聖、闇、金、土、雷
武器：重剣シュタールシュレッケン
上司：調和神バランシール
特技：インフィニティ・ストーム・ダイナマイト
調和神の神殿周辺を守護する天聖騎士団の団長。調和神にのみ忠誠を誓い、十天闘神すら彼の行動を止めることはできない。
『第三章』からの再登場。
幻刀聖騎士オデュッセ（げんとうせいきしオデュッセ）
第3弾 天地067 (SR)
POWER：23
名前：オデュッセ<男>
種族：天使<天聖騎士>
属性：聖、光、闇、木、風
武器：幻刀・夜天光
上司：調和神バランシール
特技：高速剣・瞬天抜刀斬・大吟醸
調和神の神殿周辺を守護する天聖騎士団の副団長。夜叉王の元副官であったが、今は出世して調和神に直接仕えている。
『第三章』からの再登場。

### 天界の住人
- パルテ・ビヤンコ
- バルダ・ノワール
- ハルト・アマル
- ファイアウル
- パルテ・アルバ
- クリスタロス
- バルダ・ダンスタン
- ポップ
- ハルト・ディア
- グレイト・ウルス
- パルテ・ルシオン
- バルダ・ラッコム
- プライン・シャンテ

### 天界進化獣
天界で独自の進化を遂げたり、強化改造を施された、過去シリーズに登場したモンスターが進化した姿。
グラ・フィオレ
『第二章』に登場した、神羅連和国・青龍地域に生息する原生モンスター「フィオレット」が進化した姿。
ヘル・ラード
『第一章』に登場した、神羅連和国・獣牙地域に生息する原生モンスター「ラード」が進化した姿。
ゼノ・メキア
『第一章』に登場した、神羅連和国・飛天地域に生息する原生モンスター「バハメキア」が進化した姿。
デス・ガルム
『第一章』に登場した、神羅連和国・鎧羅地域に生息する原生モンスター「ガルムス」が進化した姿。
デラ・ギュウキ
『第一章』に登場した、神魔界に生息する皇魔族の下級デーモン「ギュウキ」が進化した姿。
デル・ボンバ
『第一章』に登場した、神魔界に生息する皇魔族の下級デーモン「ボンバット」が進化した姿。
ゲル・サイデ
『第二章』に登場した、神魔界に生息する皇魔族の中級デーモン「サイデール」が進化した姿。
ベム・ギスト
『第二章』に登場した、神魔界に生息する皇魔族の戦闘員「フロギスト」が進化した姿。
バン・カルゴ
『神獄の章』に登場した、羅震獄に住む氷鱗族の羅震鬼「エクスカルゴ」を強化量産したクローンモンスター。
ボン・アンガー
『ゼクスファクター』に登場した、外海獣「アンガリー」が進化した姿。
ドン・クマー
『七天の覇者』に登場した、隠神刑部の魂獣「クマース・リー」を強化量産したクローンモンスター。
ゴン・イエイエ
『大魔王と八つの柱駒』に登場した、第五魔族「グリード」に属する魔族「雪獣イエイエ」を強化量産したクローンモンスター。
ラブ・マックス
『王我羅旋の章』に登場した、羅震獄の王我血族「ギャリー・マックス」を強化量産したクローンモンスター。
ゴウ・ディノス
『ゼクスファクター』に登場した、超級外海獣「炎騎獣フレイムディノス」が進化した姿。
ブシ・トルーパー
『七天の覇者』に登場した、隠神刑部の雑兵「隠神刑部足軽隊」を強化量産したクローンモンスター。
ルル・ポーチカ
『九邪戦乱の章』に登場した、第七魔族｢ラスト｣に属する魔族「ガードナー・ポーチカ」を強化量産したクローンモンスター。

### 邪神・天魔聖獣
邪神帝シンラ・メルタ・トロス（じゃしんていシンラ・メルタ・トロス）
第4弾 天地091 (CR)
POWER：
名前：シンラ・メルタ・トロス<不明>
種族：邪神帝
属性：聖、魔、光、闇、火、水、木、金、土、風、雷、氷
神宝：コア・キューブ
対決：神羅魔導神メビウス
特技：神触大崩壊エル・アディス・アピロ
自ら邪神帝を名乗る邪神群の集合体。調和神を操り、その裏で天界を邪神群の新たな苗床にしようと画策している。
- 天魔聖獣ガオガロン
- 天魔聖獣シーオルバ
- 天魔聖獣バルバーグ
- 天魔聖獣メルレオン
- 天魔聖獣ザムザード
- 天魔聖獣ジグセント
- 天魔聖獣ユーフォルム
- 天魔聖獣ゴルゴング

## Webアニメ
神羅万象チョコ10周年記念として、『神羅万象 〜天地神明の章〜』スペシャルアニメを制作。映像制作はサンライズが手がける。2014年6月28日・29日開催の次世代ワールドホビーフェアにて公開。さらに同年6月29日にはニコニコ生放送でネット配信を行なった。同年7月6日以降、YouTubeにて配信。

### スタッフ
- 原作・デザイン原案 - バンダイ、こどもの館
- 監督・構成・絵コンテ - 池端隆史
- アニメーションキャラクター - 西岡忍
- 色彩設定 - 平出真弓
- 美術監督 - 田山修
- 撮影監督 - 寺本友紀
- 編集 - 吉武将人
- 音楽 - 中村康隆（夜長オーケストラ）
- 音響監督 - 藤野貞義
- プロデューサー - 中原千尋、谷澤俊彰（以上バンダイ）、峯岸功（サンライズ）
- 製作 - バンダイ、サンライズ